# Triticellopsis tissieri
Triticellopsis tissieri är en mossdjursart som beskrevs av Marie Clément Gaston Gautier 1961. Triticellopsis tissieri ingår i släktet Triticellopsis och familjen Triticellidae. Inga underarter finns listade i Catalogue of Life.